# Cristianesimo nell'Impero ottomano

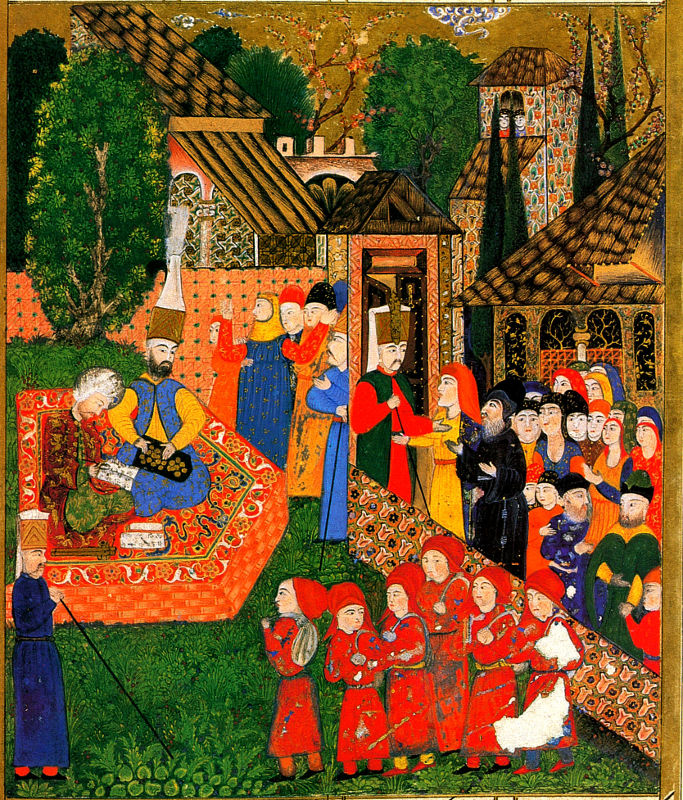
Funzionario ottomano che registra i ragazzi cristiani per il devşirme. Pittura in miniatura ottomana dal Süleymanname, 1558

Sotto il sistema millet dell'Impero ottomano, cristiani ed ebrei erano considerati dhimmi ("protetti") secondo il diritto ottomano in cambio della lealtà allo stato e del pagamento della tassa jizya.
I cristiani ortodossi erano il più grande gruppo non musulmano. Con l'ascesa della Russia imperiale, i russi divennero una sorta di protettori dei cristiani ortodossi nell'Impero ottomano.
La conversione all'Islam nell'Impero ottomano comportava una combinazione di interventi e motivazioni individuali, familiari, comunitari e istituzionali. Il processo era influenzato anche dall'equilibrio di potere tra gli ottomani e gli stati cristiani vicini. Tuttavia, la maggior parte dei sudditi ottomani nell'Europa orientale rimasero cristiani ortodossi, come serbi, in Valacchia, in Romania mentre l'attuale Albania, Bosnia e Kosovo avevano popolazioni musulmane più numerose a causa dell'influenza ottomana.

## Stato civile

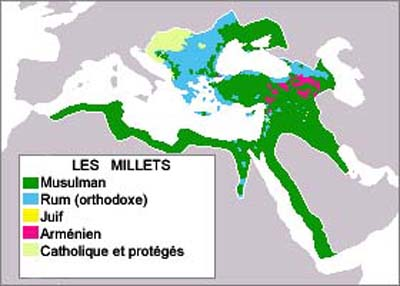
Mappa delle religioni prevalenti nei territori dell'Impero Ottomano alla fine del XVI secolo.

Risulta oggetto di dibattito tra gli storici il carattere della tolleranza religiosa ottomana. L'Impero bizantino, a eccezione dell'epoca di Teodosio, non condannava in via generale nemmeno altri gruppi religiosi, essendo stata costruita una moschea a Costantinopoli, un quartiere latino pieno di chiese cattoliche romane e persino una sinagoga. Naturalmente, vi erano casi isolati di lacune tra la politica consolidata e la sua effettiva applicazione pratica, ma era comunque il modo di operare dell'Impero. Gli storici Lewis e Cohen sottolineano che fino a tempi relativamente moderni, la tolleranza nel trattamento dei non credenti, come era almeno intesa in Occidente dopo John Locke, non era né apprezzata, né condannata sia dai musulmani che dai cristiani.
Sotto il dominio ottomano, i dhimmi (sudditi non musulmani) potevano "praticare la loro religione, a determinate condizioni, e godere di una certa autonomia comunitaria" (vedi: millet) ed era a loro garantito la sicurezza personale e della proprietà. In cambio della garanzia di tale sicurezza, i cittadini che rientravano nella categoria dei dhimmi pagavano una jizya, ovvero una tassa esclusiva dei dhimmi. Inoltre, i dhimmi dovevano seguire alcune regole che altri cittadini musulmani non avevano. Ad esempio, ai dhimmi era proibito persino tentare di convertire i cittadini musulmani alla loro pratica religiosa. Pur riconoscendo lo status inferiore dei dhimmi sotto il dominio islamico, lo storico Bernard Lewis afferma che, per molti aspetti, la loro posizione era "molto più facile di quella dei non cristiani o persino dei cristiani eretici nell'Europa (cattolica) medievale".  Ad esempio, i dhimmi raramente affrontavano il martirio o l'esilio, o la costrizione forzata a cambiare religione e, con alcune eccezioni, erano liberi nella scelta della residenza e della professione. Tuttavia, resta inteso che l'Impero ottomano era uno stato islamico in cui i non musulmani erano inferiori. C'erano rigide divisioni tra le religioni che impedivano l'integrazione.
Gli atteggiamenti negativi nei confronti dei dhimmi, nutriti dai governatori ottomani, erano in parte dovuti ai sentimenti "normali" di un gruppo dominante nei confronti dei gruppi subalterni, al disprezzo che i musulmani nutrivano per coloro che percepivano aver scelto volontariamente di rifiutare di accettare la verità e convertirsi all'Islam, e ad alcuni specifici pregiudizi e umiliazioni. Gli atteggiamenti negativi, tuttavia, raramente avevano componenti etniche o razziali.
Nei primi anni, l'Impero ottomano decretò che le persone di diversi millet dovevano indossare colori specifici, ad esempio turbanti e scarpe, una politica che, tuttavia, non era sempre seguita dai cittadini ottomani.

## La religione come istituzione ottomana

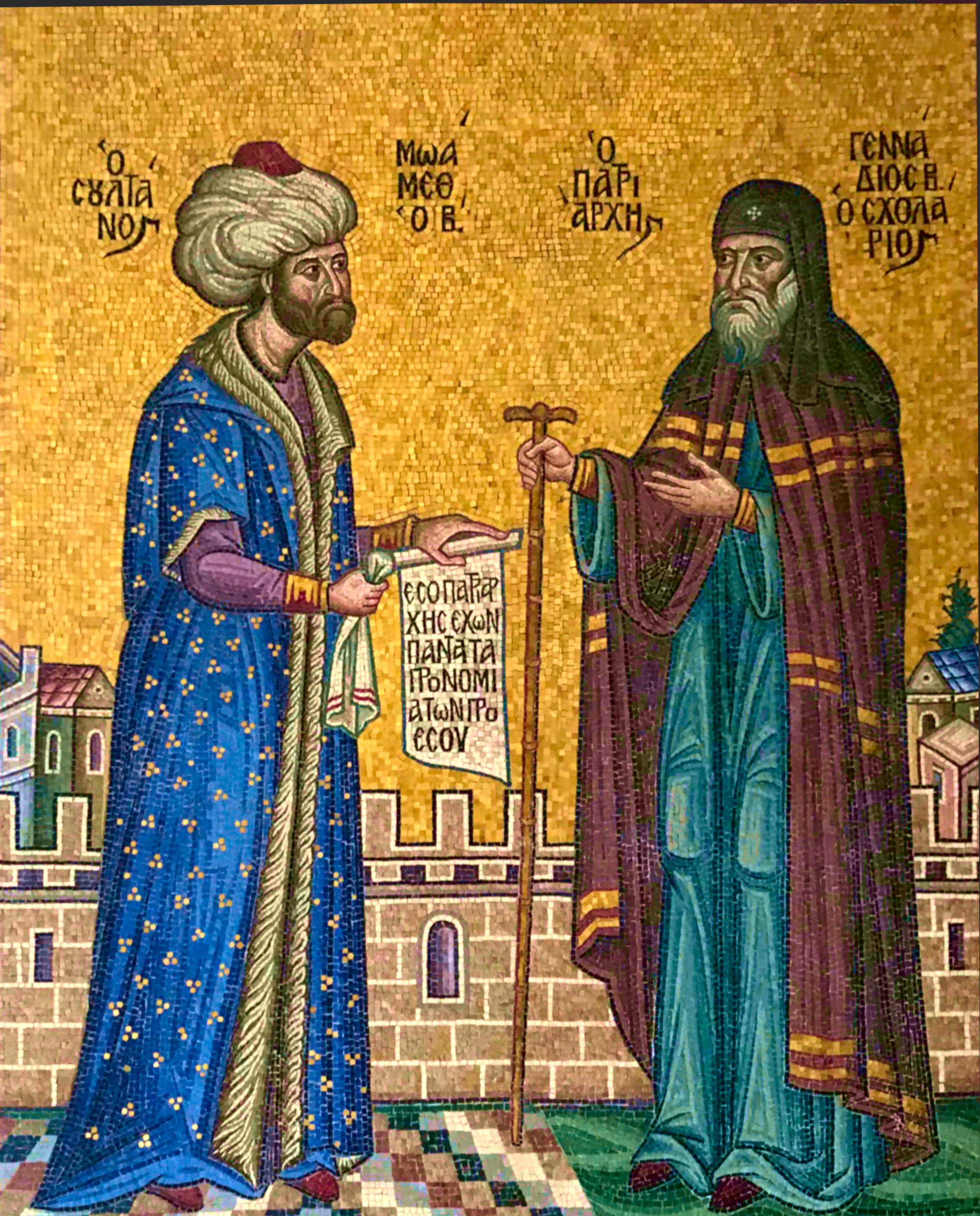
Maometto il Conquistatore riceve Gennadio Scolario II (patriarca ecumenico di Costantinopoli dal 1454 al 1464)

L'impero ottomano formulava costantemente politiche che bilanciassero i propri problemi religiosi. Gli ottomani riconobbero il concetto di clero e la relativa estensione della religione come istituzione. Portarono pratiche politiche consolidate (regolamenti) sulle istituzioni religiose attraverso l'idea di organizzazioni "legalmente valide".
Il rapporto dello Stato con la Chiesa greco-ortodossa era misto, poiché gli ortodossi non venivano uccisi; all'inizio erano la stragrande maggioranza e contribuenti, ed erano incoraggiati attraverso tangenti ed esenzioni a convertirsi all'Islam. A loro volta, non potevano fare proselitismo sui musulmani. La struttura della chiesa fu mantenuta intatta e in gran parte lasciata sola (ma sotto stretto controllo e vigilanza) fino alla guerra d'indipendenza greca del 1821-1831 e, successivamente nel XIX e all'inizio del XX secolo, durante l'ascesa della monarchia costituzionale ottomana, che fu spinta in una certa misura da correnti nazionalistiche. Tuttavia la Chiesa era fortemente colpita dalla corruzione introdotta dal sistema ottomano di scegliere il Patriarca di Costantinopoli e di accettare la carica di Patriarca con le tangenti. Altre chiese, come il Patriarcato serbo di Peć (1766) e l'Arcivescovado di Ocrida (1767), furono sciolte e le loro diocesi poste sotto la giurisdizione del Patriarcato ecumenico di Costantinopoli. Le chiese dovevano essere collocate in aree poco appariscenti, dove la popolazione comune non le avrebbe viste.
Alla fine, furono negoziate le capitolazioni dell'Impero ottomano (contratti con le potenze europee), proteggendo i diritti religiosi dei cristiani all'interno dell'Impero. I russi divennero protettori formali dei gruppi ortodossi orientali nel 1774, i francesi dei cattolici e gli inglesi degli ebrei e di altri gruppi.

### Conversione
La conversione all'Islam nell'Impero ottomano comportava una combinazione di interventi e motivazioni individuali, familiari, comunitarie e istituzionali. Il processo era influenzato anche dall'equilibrio di potere tra gli ottomani e gli stati cristiani vicini.
Non esiste una documentazione sufficiente del processo di conversione all'Islam in Anatolia prima della metà del XV secolo. A quel tempo era completo per circa l'85% secondo un censimento ottomano, sebbene fosse in ritardo in alcune regioni come Trebisonda. Nei Balcani, la tendenza generale alla conversione iniziò lentamente nel XIV secolo, raggiunse il suo apice nel XVII secolo e si esaurì gradualmente alla fine del XVIII secolo, con significative variazioni regionali.
I primi convertiti all'Islam provenivano dai ranghi della nobiltà balcanica e delle élite militari che aiutavano gli ottomani ad amministrare le loro province native. Sebbene la conversione non fosse richiesta per ottenere questi incarichi, nel tempo queste élite dominanti locali tendevano ad adottare l'Islam. Alcuni studiosi considerano il proselitismo dei mistici sufi e lo stesso stato ottomano come importanti agenti di conversione tra le popolazioni locali. Altri studiosi sostengono che i matrimoni misti e le reti legate al mecenatismo professionale fossero i fattori più importanti della conversione religiosa della società più ampia. Secondo Halil İnalcık, il desiderio di evitare di pagare la jizya era un importante incentivo per la conversione all'Islam nei Balcani, mentre Anton Minkov sostiene che era solo uno tra i tanti fattori motivanti.
Dalla fine del XIV alla metà del XVII secolo, gli ottomani perseguirono una politica di imposizione di un prelievo dei figli maschi (devşirme) sui loro sudditi cristiani nei Balcani con l'obiettivo di fornire allo stato ottomano soldati e amministratori capaci. La conversione obbligatoria all'Islam che questi ragazzi subivano come parte della loro educazione è l'unica forma documentata di conversione forzata sistematica organizzata dallo stato ottomano.
Secondo la legge islamica, la religione dei bambini veniva cambiata automaticamente dopo la conversione dei genitori. Molte famiglie si convertivano collettivamente e sono note le loro richieste, secondo le usanze islamiche, per un aiuto monetario al Consiglio imperiale ottomano. Poiché i matrimoni tra uomini non musulmani e donne musulmane erano proibiti dalla legge della sharia, il rifiuto del marito di convertirsi all'Islam determinava il divorzio e la moglie otteneva la custodia dei figli. Fonti del XVII secolo indicano che le donne non musulmane in tutto l'impero usavano questo metodo per ottenere il divorzio.
Gli ottomani tolleravano i missionari protestanti all'interno del loro regno purché limitassero il loro proselitismo ai cristiani ortodossi. Con la crescente influenza delle potenze occidentali e della Russia nel XVIII secolo, il processo di conversione rallentò e gli ottomani furono spinti a chiudere un occhio sulla riconversione di molti dei loro sudditi al cristianesimo, sebbene l'apostasia fosse proibita sotto pena di morte secondo la legge islamica e che fosse punita severamente nei secoli precedenti.

## Religione e ordinamento giuridico
L'idea principale alla base del sistema giuridico ottomano era la "comunità confessionale". Gli ottomani cercarono di lasciare all'individuo la scelta della religione invece di imporre classificazioni forzate. Tuttavia, esistevano aree grigie.

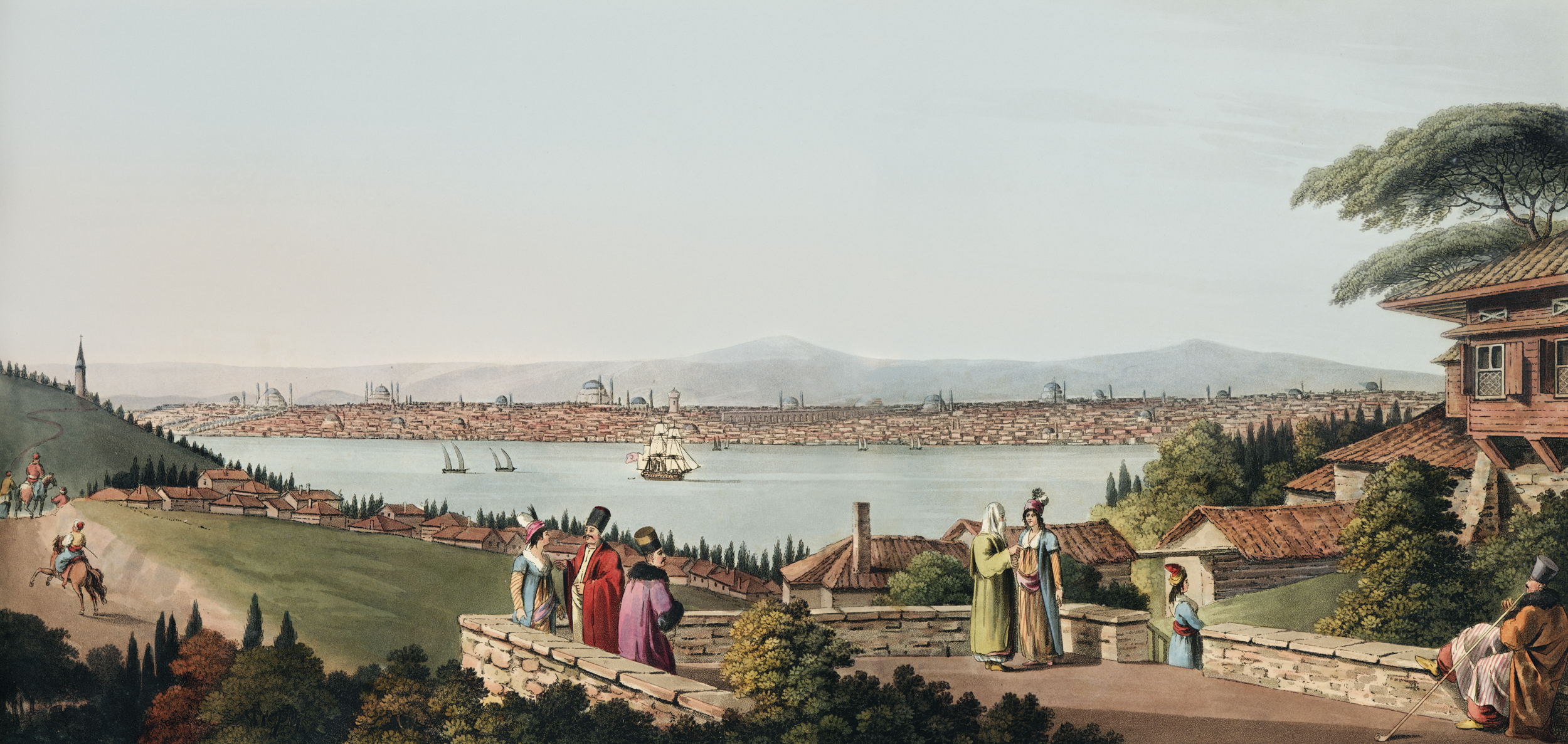
Greci ottomani a Costantinopoli, dipinti da Luigi Mayer

La pratica ottomana presupponeva che la legge sarebbe stata applicata in base alle credenze religiose dei suoi cittadini. Tuttavia, l'Impero ottomano era organizzato attorno a un sistema di giurisprudenza locale. L'amministrazione legale si inseriva in uno schema più ampio che bilanciava l'autorità centrale e locale.  La complessità giurisdizionale dell'Impero ottomano mirava a facilitare l'integrazione di gruppi culturalmente e religiosamente diversi.
C'erano tre sistemi giudiziari: uno per i musulmani, un altro per i non musulmani (dhimmi), che coinvolgeva ebrei e cristiani nominati che governavano le rispettive comunità religiose, e il "tribunale del commercio". I dhimmi erano autorizzati a gestire i propri tribunali seguendo i propri sistemi giuridici nei casi che non coinvolgevano altri gruppi religiosi, reati capitali o minacce all'ordine pubblico. I cristiani erano responsabili in un tribunale non cristiano in casi specifici e chiaramente definiti, come ad esempio l'assassinio di un musulmano o per risolvere una controversia commerciale.
Il sistema giudiziario ottomano istituzionalizzò una serie di pregiudizi contro i non musulmani, come il divieto ai non musulmani di testimoniare come testimoni contro i musulmani. A Allo stesso tempo, i non musulmani "andavano relativamente bene nelle controversie interreligiose in giudizio", perché l'aspettativa dei pregiudizi di natura giuridica li spingeva a risolvere la maggior parte dei conflitti in via extragiudiziale.
Nell'Impero ottomano del XVIII e XIX secolo, i dhimmi ricorrevano frequentemente ai tribunali musulmani non solo quando la loro presenza era obbligatoria (ad esempio nei casi intentati contro di loro dai musulmani), ma anche per registrare proprietà e transazioni commerciali all'interno delle proprie comunità. Venivano avviati casi contro i musulmani, contro altri dhimmi e persino contro membri della stessa famiglia dei dhimmi. I dhimmi portavano spesso casi relativi a matrimonio, divorzio ed eredità ai tribunali musulmani in modo che fossero decisi secondo la legge della shari'a. I giuramenti prestati dai dhimmi nelle corti musulmane erano a volte gli stessi di quelli prestati dai musulmani, in qualche caso adattati alle credenze dei dhimmi.  Alcune fonti cristiane sottolineano che sebbene i cristiani non fossero musulmani, c'erano casi in cui erano soggetti alla legge della shari'a.  Secondo alcune fonti occidentali, “la testimonianza di un cristiano non era considerata valida presso la corte musulmana rispetto alla testimonianza di un musulmano”. In un tribunale musulmano, un testimone cristiano aveva problemi a creare fiducia; un cristiano che prestava un "giuramento musulmano" sul Corano ("Dio è Allah e non c'è altro Dio"), commetteva spergiuro.

## Persecuzione

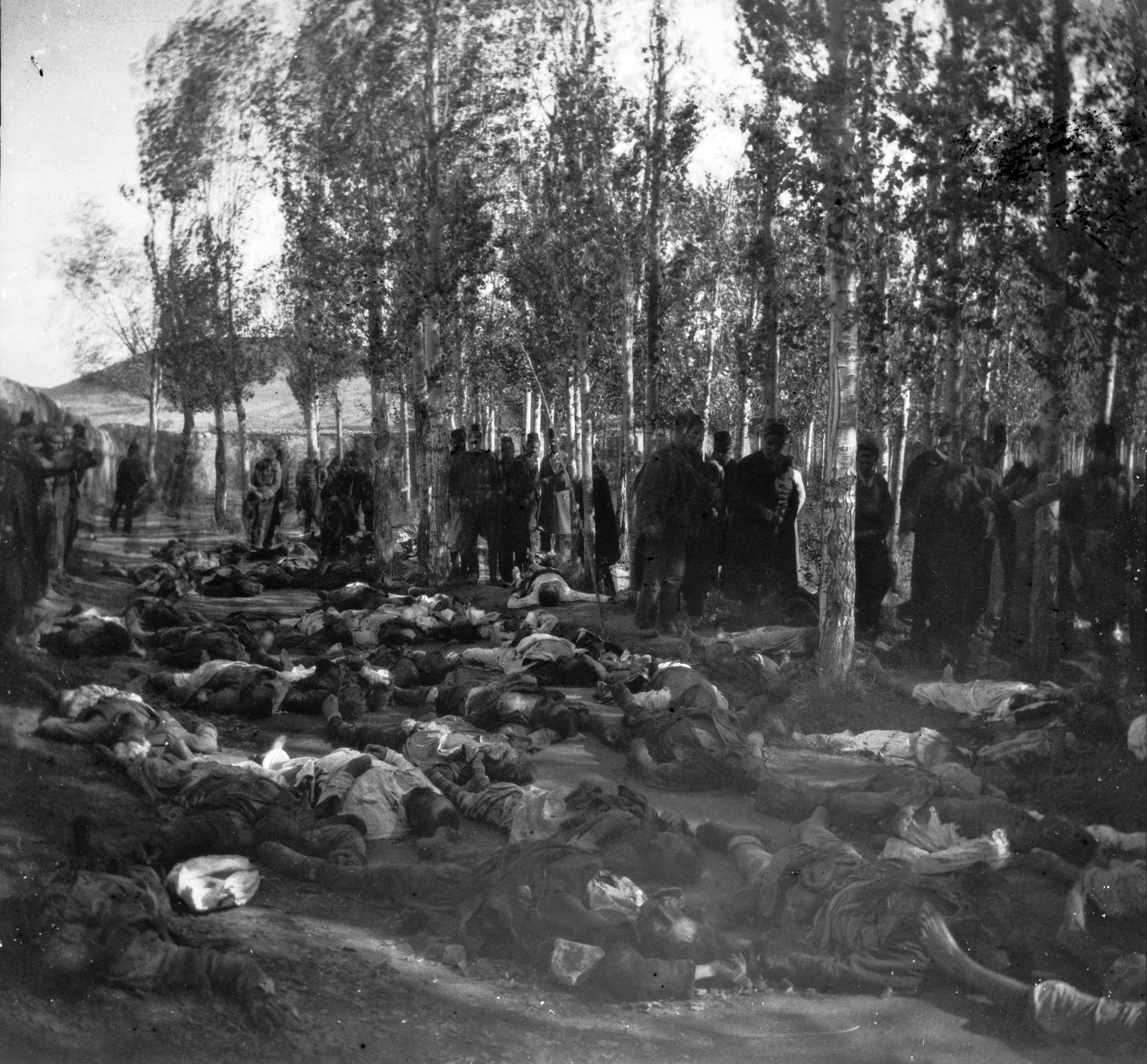
Una fotografia scattata dei massacri hamidiani, 1895. Si stima che tra i e i cristiani abbiano perso la vita.

Il trattamento da parte dell'Impero ottomano dei suoi sudditi cristiani variò nel corso della sua storia. Durante l'età d'oro dell'Impero, il sistema del millet prometteva ai suoi sudditi cristiani un trattamento migliore rispetto alle popolazioni non cristiane riscontrate nell'Europa cristiana, mentre durante il declino e la caduta dell'Impero, le minoranze cristiane subirono una serie di atrocità.  Tra i casi notevoli di persecuzione figurano il massacro di Costantinopoli del 1821, il massacro di Chio, la distruzione di Psara, il massacro di Batak, i massacri hamidiani, il massacro di Adana, la pulizia etnica dei bulgari traci nel 1913, la grande carestia del Monte Libano, il genocidio armeno, il genocidio greco e assiro, tutti avvenuti durante la guerra d'indipendenza greca o durante gli ultimi decenni dell'Impero sotto l'influenza del panturchismo. La quota dei non musulmani nell'area all'interno degli attuali confini della Turchia scese dal 20-22% nel 1914, o circa 3,3-3,6 milioni di persone, a circa il 3% nel 1927. Alcuni cristiani dell'Impero subirono anche l'ingiustizia di essere costretti in uno stato di concubinato.

## Devşirme
A partire da Murad I nel XIV secolo ed estendendosi per tutto il XVII secolo, l'Impero ottomano impiegò il devşirme (دوشيرم), una sorta di tributo o sistema di coscrizione in cui i giovani ragazzi cristiani venivano prelevati dalle comunità dei Balcani, ridotti in schiavitù e convertiti all'Islam e successivamente impiegati nel corpo militare dei giannizzeri o nel sistema amministrativo ottomano. Gli studenti più promettenti erano iscritti alla Scuola dell'Enderûn, i cui laureati avrebbero occupato le posizioni più alte. La maggior parte dei bambini raccolti proveniva dai territori balcanici dell'Impero, dove il sistema devşirme veniva chiamato "tassa sul sangue". Quando i bambini finivano per diventare islamici a causa dell'ambiente in cui erano cresciuti, tutti i figli che avevano erano considerati musulmani liberi.

## Tassazione
La tassazione dal punto di vista dei dhimmi era "una continuazione concreta delle tasse pagate ai regimi precedenti"  (ma inferiore sotto il dominio musulmano). I dhimmi sotto il dominio ottomano vivevano anche con una tassa sulle vite umane, conosciuta all'epoca come devşirme che, come detto precedentemente, era la pratica di prelevare i bambini cristiani maschi e convertirli in musulmani e farli lavorare per il governo ottomano.

## Architettura religiosa
L'Impero ottomano regolava il modo in cui le sue città sarebbero state costruite (garanzie di qualità) e come sarebbe stata modellata l'architettura (integrità strutturale, bisogni sociali, ecc.).
Prima del Tanzimat (un periodo di riforma iniziato nel 1839), nelle chiese ortodosse venivano imposte restrizioni speciali riguardanti la costruzione, il restauro, le dimensioni e le campane. Ad esempio, il campanile di una chiesa ortodossa doveva essere leggermente più corta del minareto della più grande moschea della stessa città. Hagia Photini a Smirne era un'eccezione degna di nota, poiché il suo campanile era di gran lunga il punto di riferimento più alto della città. Inoltre non dovevano eccedere in grandezza o eleganza. Solo alcune chiese potevano essere costruite, ma ciò era considerato sospetto e alcune chiese cadevano addirittura in rovina.
Molte delle chiese rinomate erano acquisite e convertite o convertite a seguito della precedente conversione della popolazione cristiana all'Islam. Molte chiese bizantine insieme ad altre chiese ortodosse orientali di altri stati balcanici erano lasciate intatte. Esempi notevoli sono la Basilica di Santa Irene, la Cattedrale di San Doimo, la Chiesa dei Santi Apostoli Pietro e Paolo, Ras, la Cattedrale di Cattaro, la Chiesa del Santo Sepolcro e molte altre; pertanto risulta incorretto affermare che l'Impero ottomano non si sforzava di preservare le minoranze di diverse religioni, in particolare l'architettura religiosa della popolazione cristiana.